# Chữ Tày Lự mới
Chữ Tày Lự mới (New Tai Lue) là bảng chữ cái dùng cho viết tiếng Lự hay tiếng Tày Lự (Tai Lü).
Chữ Tày Lự mới được phát triển ở Trung Quốc vào những năm 1950, dựa trên bảng chữ cái Tai Tham truyền thống được phát triển vào cỡ năm 1200. Vì thế chữ còn được gọi là  Tây Song Bản Nạp tân Thái văn (西双版纳傣文) hay chữ Tày Lự giản thể. Chính phủ Trung Quốc quảng bá bộ chữ mới thay thế cho bộ chữ cũ hơn. Tuy nhiên, việc dạy chữ là không bắt buộc và kết quả là nhiều người không biết đến chữ Tày Lự mới.
Các cộng đồng người Lự ở Myanmar, Lào, Thái Lan và Việt Nam vẫn sử dụng bảng chữ cái Tai Tham.

Bảng Unicode chữ Tày Lự mới
[https://www.unicode.org/charts/PDF/U1980.pdf Official Unicode Consortium code chart. Version 12.1

| Bảng Unicode chữ Tày Lự mới Official Unicode Consortium code chart: New Tai Lue Version 13.0 |   |   |   |   |   |   |   |   |   |   |   |   |   |   |   |   |
|                                                                                              | 0 | 1 | 2 | 3 | 4 | 5 | 6 | 7 | 8 | 9 | A | B | C | D | E | F |
| U+198x                                                                                       | ᦀ | ᦁ | ᦂ | ᦃ | ᦄ | ᦅ | ᦆ | ᦇ | ᦈ | ᦉ | ᦊ | ᦋ | ᦌ | ᦍ | ᦎ | ᦏ |
| U+199x                                                                                       | ᦐ | ᦑ | ᦒ | ᦓ | ᦔ | ᦕ | ᦖ | ᦗ | ᦘ | ᦙ | ᦚ | ᦛ | ᦜ | ᦝ | ᦞ | ᦟ |
| U+19Ax                                                                                       | ᦠ | ᦡ | ᦢ | ᦣ | ᦤ | ᦥ | ᦦ | ᦧ | ᦨ | ᦩ | ᦪ | ᦫ |   |   |   |   |
| U+19Bx                                                                                       | ᦰ | ᦱ | ᦲ | ᦳ | ᦴ | ᦵ | ᦶ | ᦷ | ᦸ | ᦹ | ᦺ | ᦻ | ᦼ | ᦽ | ᦾ | ᦿ |
| U+19Cx                                                                                       | ᧀ | ᧁ | ᧂ | ᧃ | ᧄ | ᧅ | ᧆ | ᧇ | ᧈ | ᧉ |   |   |   |   |   |   |
| U+19Dx                                                                                       | ᧐ | ᧑ | ᧒ | ᧓ | ᧔ | ᧕ | ᧖ | ᧗ | ᧘ | ᧙ | ᧚ |   |   |   | ᧞ | ᧟ |